# Betty Boop
Betty Boop est l'héroïne d'une série de dessins animés américains créée par Fleischer Studios. Le personnage apparaît pour la première fois en 1930, période durant laquelle il obtient ses heures de gloire, et connaît toujours une certaine notoriété grâce à de nombreux produits dérivés.

## Histoire

### Naissance et première apparence
C'est l'animateur Grim Natwick de Fleischer Studios qui est à l'origine du personnage.
Betty Boop fait ses débuts le 9 août 1930 dans le septième dessin animé de la série Talkartoons (en), Dizzy Dishes, où elle joue le rôle d'une jeune danseuse de cabaret cabotine et délurée, représentée sous la forme d'une chienne anthropomorphe avec de longues oreilles et une truffe. 
Elle apparaît ensuite dans une douzaine de dessins animés, comme personnage secondaire anonyme. 
La voix de Betty Boop est doublée par Margie Hines et Mae Questel dans les années trente.

### Évolution du personnage

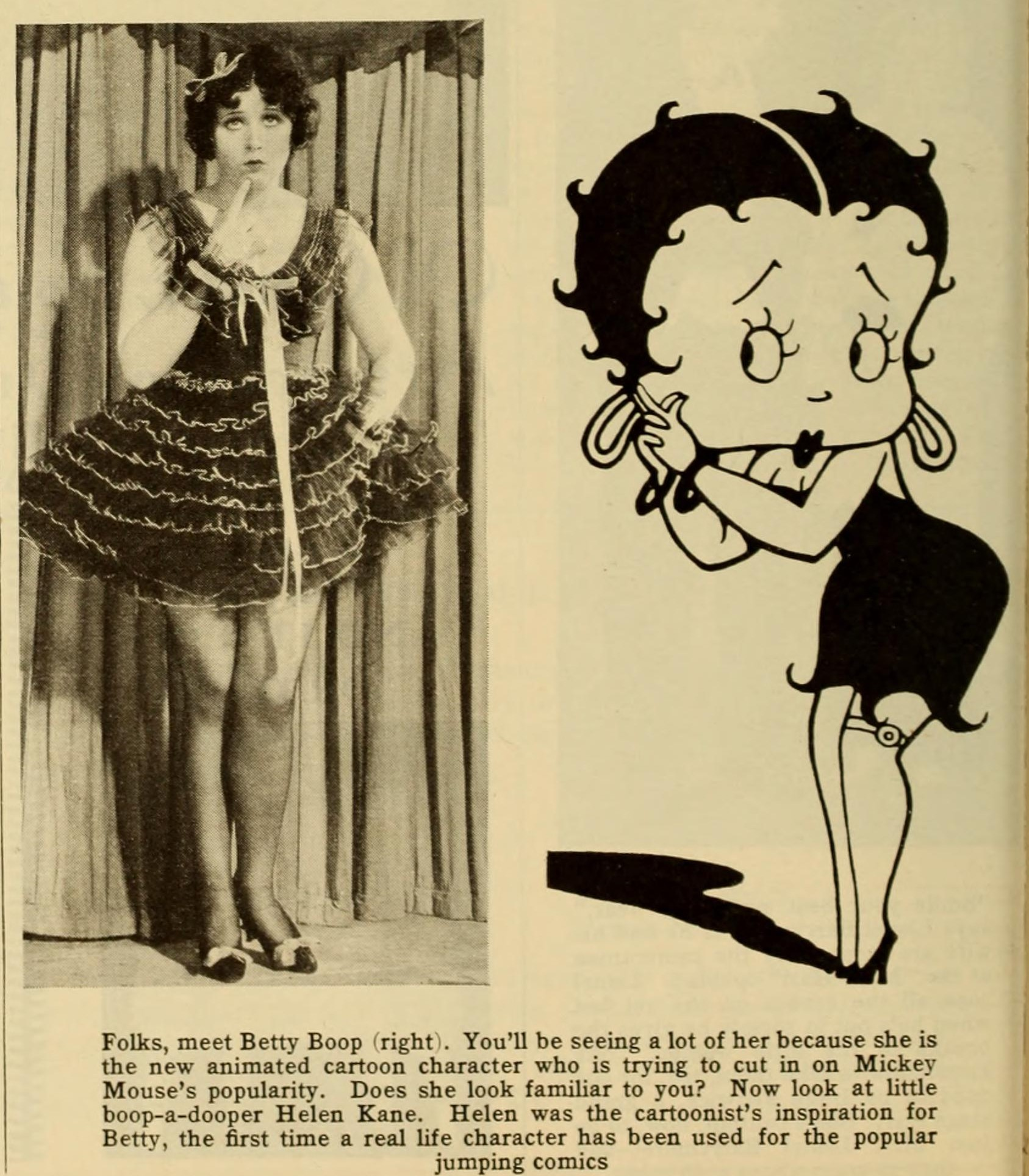
Le personnage est dit inspiré de Helen Kane (photographie du magazine Photoplay d'avril 1942).

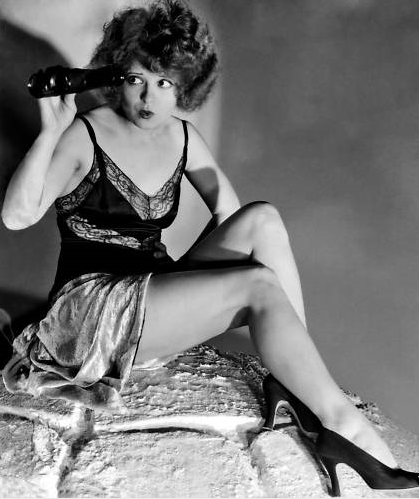
On note également une ressemblance du personnage avec l'actrice Clara Bow (photo de 1930).

Dès 1931, Betty Boop est la vedette de plusieurs aventures sous son nom, dont la silhouette est inspirée de celle de la chanteuse Helen Kane, qui avait elle-même copié le style de la chanteuse afro-américaine Baby Esther.
Alors que sa silhouette semble se fixer définitivement en 1931 et que le personnage gagne en célébrité, elle est vêtue d'une robe fuseau sans manche, laissant tous ses charmes s'exprimer à l'image des pin-up des magazines américains. Pour parachever sa panoplie de séductrice, elle porte une coiffure frisant en boucles, des cils relevés au rimmel cernant deux yeux surdimensionnés et une jarretière sur le haut de la cuisse gauche.
Personnage de bande de dessin animé, elle se transforme au gré des vicissitudes et des modes. Elle a chanté dans plusieurs films mêlant parfois prises de vues et animation dotés d'un sous-titrage avec bouncing ball, véritable ancêtre du karaoké, adaptant des chefs-d'œuvre de la chanson réaliste et du jazz dans des animations d'une grande fantaisie, comme le titre Minnie the Moocher de Cab Calloway dans le dessin-animé homonyme de 1932.
En 1934, est instauré aux États-Unis le code Hays encadrant les nouvelles valeurs que doit véhiculer toute production cinématographique. Ce code de censure eut des répercussions sur la série et sur l'apparence même de Betty Boop. À la suite de cette censure, Betty Boop devient une femme au foyer célibataire. Ses relations amoureuses entre elle et le chien Bimbo (en), considérées comme acte de bestialité, sont supprimées.
Sa robe est rallongée jusqu'au genou ainsi que ses manches. Le nombre de bouclettes de ses cheveux est réduit. Sa jarretière est supprimée.

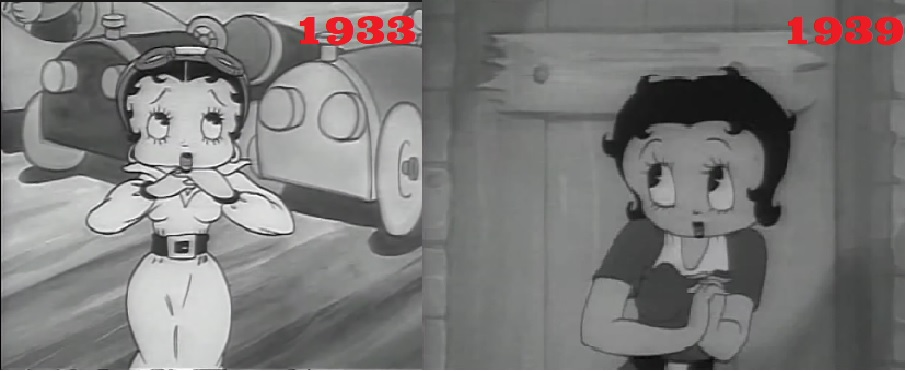
Évolution de l'aspect de Betty Boop entre 1933 et 1939.

La série aborde beaucoup moins les sujets tels que la séduction ou la sexualité et l'introduction des épisodes a également été supprimée à cause du clin d'œil et du déhanché suggestif de Betty.
Durant les années suivantes, Betty Boop aura plusieurs compagnons, notamment Pudgy, son petit chien blanc, ou encore Grampy, le vieil homme inventeur.
Elle a fait connaître Popeye le marin dans les années 1930. Celui-ci avait fait une apparition dans l'un des dessins animés dont elle était la vedette et, le grand public l'ayant beaucoup apprécié, on a créé des dessins animés dont il était le personnage principal.

### Fin des années 1930 et après
Première héroïne de dessin animé, représentée sous les traits d'une petite femme brune aguicheuse et sensuelle, elle devient le sex-symbol de l'âge d'or de l'animation américaine. Bien qu'Oliver Hardy, dans le film Swiss Miss de 1938, conclut sa déclaration d'amour à Della Lind par un poo-poo-pee-doo très langoureux, il revient à Betty Boop de reprendre à son compte cette suite d'onomatopées pour en faire un véritable slogan, une marque commerciale.
Plus tard, sa manière de jouer de ses charmes n'est pas sans rappeler les apparitions de Marilyn Monroe qui reprendra à son tour, quelques décennies plus tard, sous forme de clin d’œil, la fameuse et iconique suite d'onomatopées du personnage « poo-poo-pee-doo » .
Mae Questel doubla encore Betty Boop en 1988 dans Qui veut la peau de Roger Rabbit.
Quant au personnage de Betty Boop, les Studios Normaal annoncent dès le début de l'année 2016 la production d'une série télévisée d'animation en 26 épisodes de 26 minutes autour du personnage.

## Cinéma et télévision
- 1985 : The Romance of Betty Boop (La romance de Betty boop ou les amours de Betty Boop) réalisé par Bill Meléndez, animation de 22 minutes[1]

- 1988 : Qui veut la peau de Roger Rabbit.

- 1989 : Betty Boop Hollywood Mystery (Betty Boop, la star d'Hollywood) réalisé par George Evelyn, animation de 24 minutes [2]

## Adaptations en bande dessinée
King Features Syndicate diffuse du 23 juillet 1934 à 1937 une bande quotidienne de Betty Boop réalisée par Bud Counihan, qui se charge également d'une planche du dimanche de 1935 à 1937, quand la série est arrêtée car trop provocatrice.
Du 19 janvier 1984 au 31 janvier 1988, King Features Syndicate a diffusé Betty Boop and Felix (en), comic strip associant Betty et Félix le Chat réalisé par les quatre fils de Mort Walker.
En 1990, First Comics publie Betty Boop's Big Break, un comic book de 52 pages contenant des histoires inédites de Joshua Quagmire, Milton Knight (en) et Leslie Cabarga (en).
En septembre 2015, Titan Comics publie une intégrale des comic strip de Counihan éditée par David Leach et traduite l'année suivante en français par Vents d'Ouest.
En 2016-2017, Dynamite Entertainment publie 4 comic books écrits par Roger Langridge et dessinés par Gisèle Lagacé, sous des couvertures de Howard Chaykin.

## Dans la culture populaire
- Le clip de I've got that tune du groupe Chinese Man comprend plusieurs petites séquences de dessins animés de la série. On y retrouve A Language All My Own, Mother Goose Land, The Old Man Of the Mountain, Betty Boop and Grampy ainsi que Betty Boop and Little Jimmy.

## Galerie
- Kitty from Kansas City (1931).

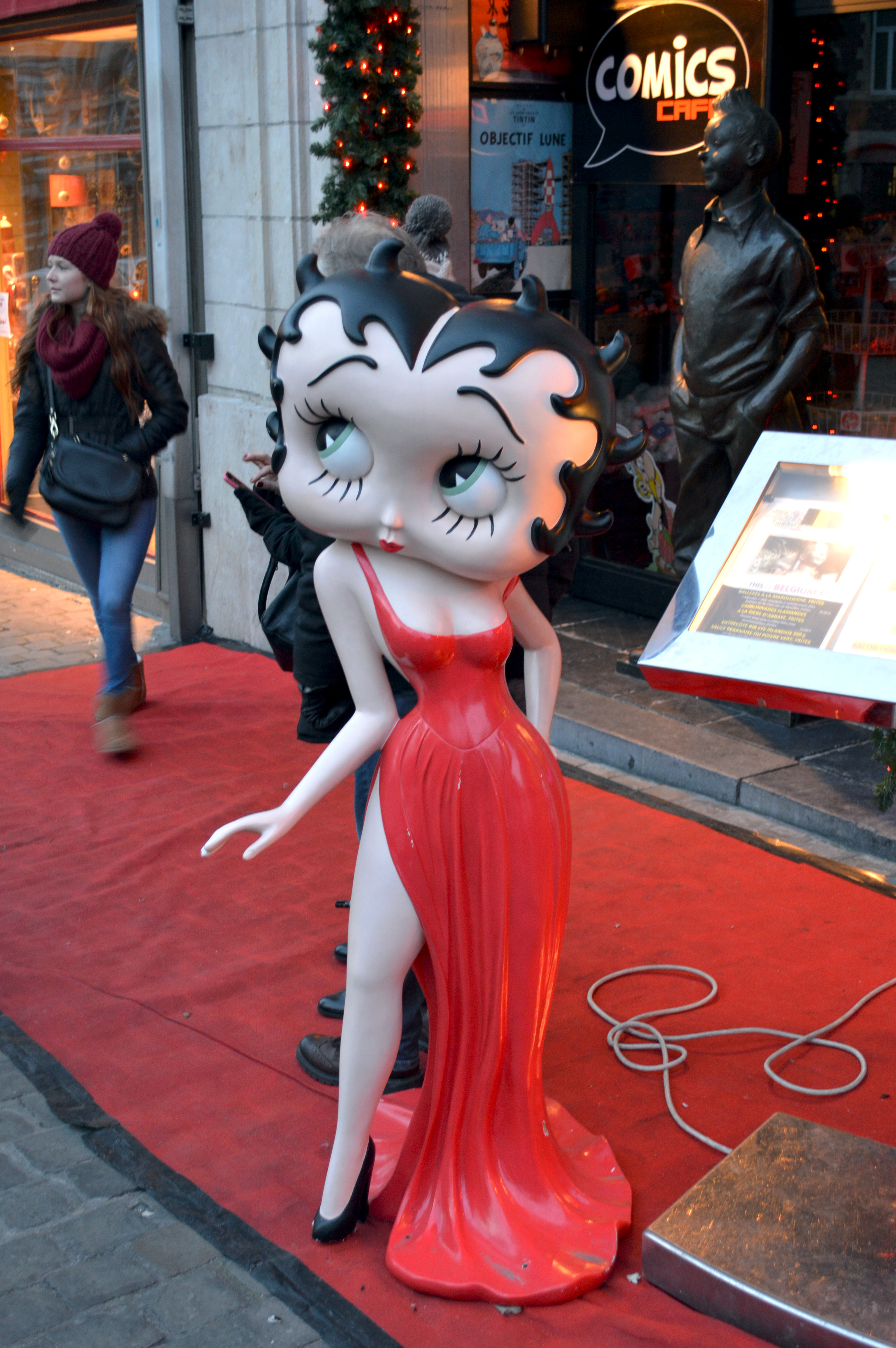
Statue de Betty Boop à Bruxelles en 2015.
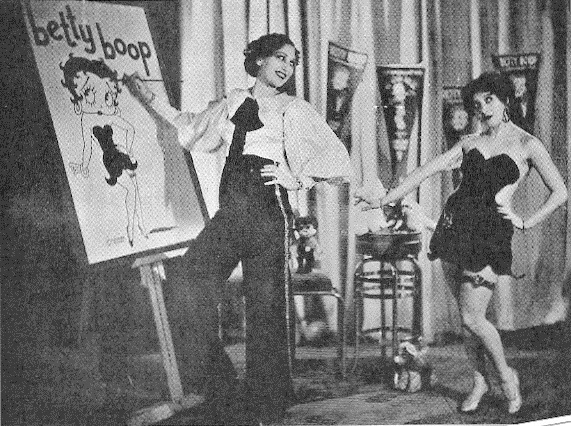
Little Ann Little (en) (Little Ann L. Rothschild) pose en Betty Boop pour Pauline Comanor.
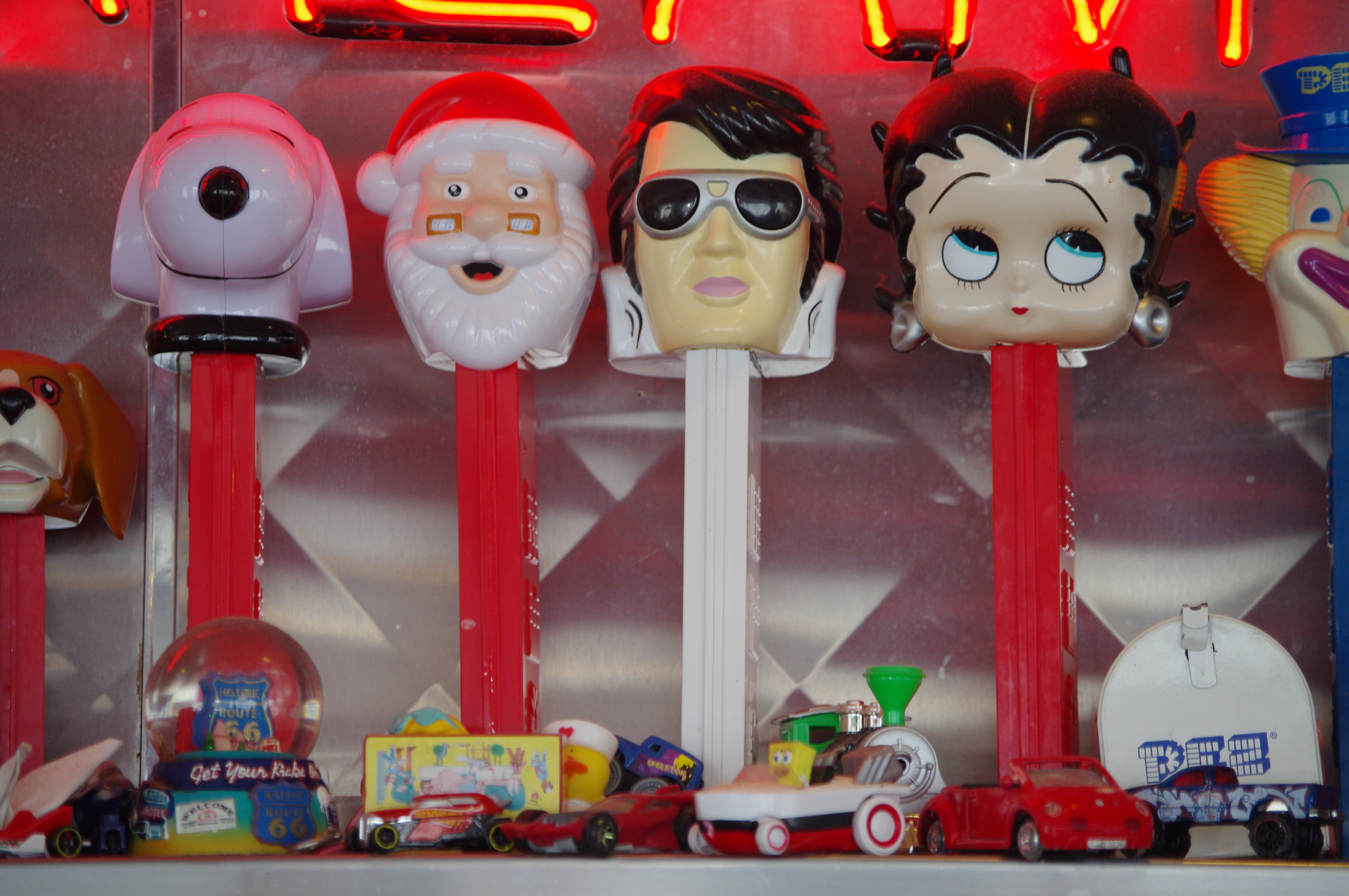
Tête de Betty Boop en ornement de boîte de bonbons PEZ.
- Poor Cinderella (1934).
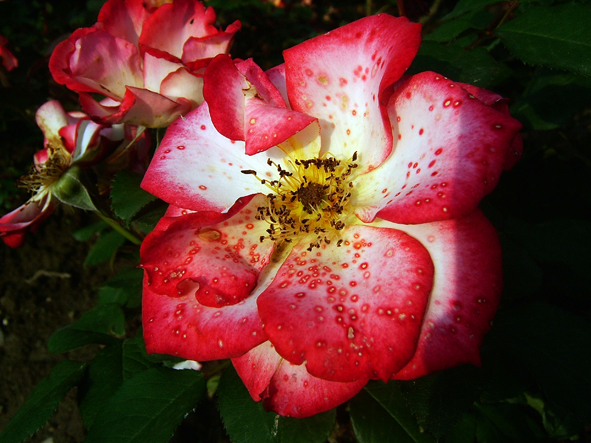
Un hommage coloré et odorant : la rose « Betty Boop ».

## Liste des épisodes
Liste non exhaustive (voir référence)
| 1930                                                                      |                |
| Film                                                                      | Date de sortie |
| Dizzy Dishes                                                              | 9 août         |
| Barnacle Bill (en)                                                        | 31 août        |
| Mysterious Mose                                                           | 26 décembre    |
| 1931                                                                      |                |
| Film                                                                      | Date de sortie |
| The Bum Bandit                                                            | 4 avril        |
| Any Little Girl That’s A Nice Little Girl                                 | 16 avril       |
| Silly Scandals                                                            | 23 mai         |
| Bimbo's Initiation                                                        | 24 juillet     |
| Betty Coed                                                                | 1er août       |
| Bimbo's Express                                                           | 22 août        |
| Minding The Baby                                                          | 26 septembre   |
| Kitty From Kansas City                                                    | 31 octobre     |
| Mask-A-Raid                                                               | 7 novembre     |
| Jack and the Beanstalk                                                    | 21 novembre    |
| Dizzy Red Riding-Hood                                                     | 21 décembre    |
| 1932                                                                      |                |
| Film                                                                      | Date de sortie |
| Boop-oop-a-doop                                                           | 16 janvier     |
| Minnie the Moocher (musique de Cab Calloway)                              | 11 mars        |
| Chess-Nuts                                                                | 13 avril       |
| The Betty Boop limited                                                    | 1er juillet    |
| Stopping the Show (avec Fanny Brice et Maurice Chevalier)                 | 12 août        |
| Betty Boop's Bizzy Bee                                                    | 19 août        |
| Betty Boop, M.D.                                                          | 2 septembre    |
| Betty Boop's Bamboo Isle (musique de Royal Samoans et Miri)               | 23 septembre   |
| Betty Boop's Ups and Downs                                                | 14 octobre     |
| Betty Boop for President                                                  | 4 novembre     |
| I'll Be Glad When You're Dead You Rascal You (musique de Louis Armstrong) | 25 novembre    |
| Betty Boop's Museum                                                       | 16 décembre    |
| 1933                                                                      |                |
| Film                                                                      | date de sortie |
| Betty Boop's Ker-Choo                                                     | 6 janvier      |
| Betty Boop's Crazy Inventions                                             | 27 janvier     |
| Is My Palm Read?                                                          | 17 février     |
| Betty Boop's Penthouse                                                    | 10 mars        |
| Snow-White (en) (chanson de Cab Calloway)                                 | 31 mars        |
| Betty Boop's Birthday Party                                               | 21 avril       |
| Betty Boop's May Party                                                    | 12 mai         |
| Betty Boop's Big Boss                                                     | 2 juin         |
| Mother Goose Land                                                         | 23 juin        |
| Popeye the Sailor                                                         | 14 juillet     |
| The Old Man of the Mountain (musique de Cab Calloway)                     | 4 août         |
| I Heard (musique de Don Redman)                                           | 1er septembre  |
| Morning, Noon and Night (musique de Rubinoff)                             | 6 octobre      |
| Betty Boop's Hallowe'en Party                                             | 3 novembre     |
| Parade of the Wooden Soldiers (musique de Rubinoff)                       | 1er décembre   |
| 1934                                                                      |                |
| Film                                                                      | Date de sortie |
| She Wronged Him Right                                                     | 5 janvier      |
| Red Hot Mamma                                                             | 2 février      |
| Ha! Ha! Ha!                                                               | 2 mars         |
| Betty in Blunderland                                                      | 6 avril        |
| Betty Boop's Rise to Fame                                                 | 18 mai         |
| Betty Boop's Trial                                                        | 15 juin        |
| Betty Boop's Life Guard                                                   | 13 juillet     |
| Poor Cinderella                                                           | 3 août         |
| There's Something About a Soldier                                         | 17 août        |
| Betty Boop's Little Pal                                                   | 21 septembre   |
| Betty Boop's Prize Show                                                   | 19 octobre     |
| Keep in Style                                                             | 16 novembre    |
| When My Ship Comes In                                                     | 21 décembre    |
| 1935                                                                      |                |
| Film                                                                      | Date de sortie |
| Baby Be Good                                                              | 18 janvier     |
| Taking the Blame                                                          | 15 février     |
| Stop That Noise                                                           | 15 mars        |
| Swat the Fly                                                              | 19 avril       |
| No! No! A Thousand Times No!!                                             | 24 mai         |
| A Little Soap and Water                                                   | 21 juin        |
| A Language All My Own                                                     | 19 juillet     |
| Betty Boop and Grampy                                                     | 16 août        |
| Judge for a Day                                                           | 20 septembre   |
| Making Stars                                                              | 18 octobre     |
| Henry, the Funniest Living American                                       | 22 novembre    |
| Little Nobody                                                             | 18 décembre    |
| 1936                                                                      |                |
| Film                                                                      | Date de sortie |
| Betty Boop and the Little King                                            | 31 janvier     |
| Not Now                                                                   | 28 février     |
| Betty Boop and Little Jimmy                                               | 27 mars        |
| We Did It                                                                 | 24 avril       |
| A Song A Day!                                                             | 22 mai         |
| More Pep                                                                  | 19 juin        |
| You're Not Built That Way                                                 | 17 juillet     |
| Happy You and Merry Me                                                    | 21 août        |
| Training Pigeons                                                          | 18 septembre   |
| Grampy's Indoor Outing                                                    | 16 octobre     |
| Be Human                                                                  | 20 novembre    |
| Making Friends                                                            | 18 décembre    |
| 1937                                                                      |                |
| Film                                                                      | Date de sortie |
| House Cleaning Blues                                                      | 15 janvier     |
| Whoops! I'm a Cowboy                                                      | 12 février     |
| The Hot Air Salesman                                                      | 12 mars        |
| Pudgy Takes a Bow-Wow                                                     | 9 avril        |
| Pudgy Picks a Fight!                                                      | 14 mai         |
| The Impractical Joker                                                     | 18 juin        |
| Ding Dong Doggie                                                          | 23 juillet     |
| The Candid Candidate                                                      | 27 août        |
| Service with a Smile                                                      | 23 septembre   |
| The New Deal Show                                                         | 22 octobre     |
| The Foxy Hunter                                                           | 26 novembre    |
| Zula Hula                                                                 | 24 décembre    |
| 1938                                                                      |                |
| Film                                                                      | Date de sortie |
| Riding the Rails                                                          | 28 janvier     |
| Be Up to Date                                                             | 25 février     |
| Honest Love and True                                                      | 25 mars        |
| Out of the Inkwell                                                        | 22 avril       |
| The Swing School                                                          | 27 mai         |
| The Lost Kitten                                                           | 24 juin        |
| Buzzy Boop                                                                | 29 juillet     |
| Pudgy the Watchman                                                        | 12 août        |
| Buzzy Boop at the Concert                                                 | 16 septembre   |
| Sally Swing                                                               | 14 octobre     |
| On With the New                                                           | 2 décembre     |
| Thrills and Chills                                                        | 23 décembre    |
| 1939                                                                      |                |
| Film                                                                      | Date de sortie |
| My Friend the Monkey (en)                                                 | 28 janvier     |
| So Does an Automobile (en)                                                | 31 mars        |
| Musical Mountaineers (en)                                                 | 12 mai         |
| The Scared Crows (en)                                                     | 9 juin         |
| Rhythm on the Reservation (en)                                            | 7 juillet      |